# Nemoura jezoensis
Nemoura jezoensis är en bäcksländeart som först beskrevs av Okamoto 1922.  Nemoura jezoensis ingår i släktet Nemoura och familjen kryssbäcksländor. Inga underarter finns listade i Catalogue of Life.